# Chavakkad
Chavakkad là một thành phố và khu đô thị của quận Thrissur thuộc bang Kerala, Ấn Độ.

## Địa lý
Chavakkad có vị trí 10°32′B 76°03′Đ / 10,53°B 76,05°Đ Nó có độ cao trung bình là 14 mét (45 foot).

## Nhân khẩu
Theo điều tra dân số năm 2001 của Ấn Độ, Chavakkad có dân số 38.138 người. Phái nam chiếm 46% tổng số dân và phái nữ chiếm 54%. Chavakkad có tỷ lệ 81% biết đọc biết viết, cao hơn tỷ lệ trung bình toàn quốc là 59,5%: tỷ lệ cho phái nam là 83%, và tỷ lệ cho phái nữ là 79%. Tại Chavakkad, 11% dân số nhỏ hơn 6 tuổi.